# Gyūtan

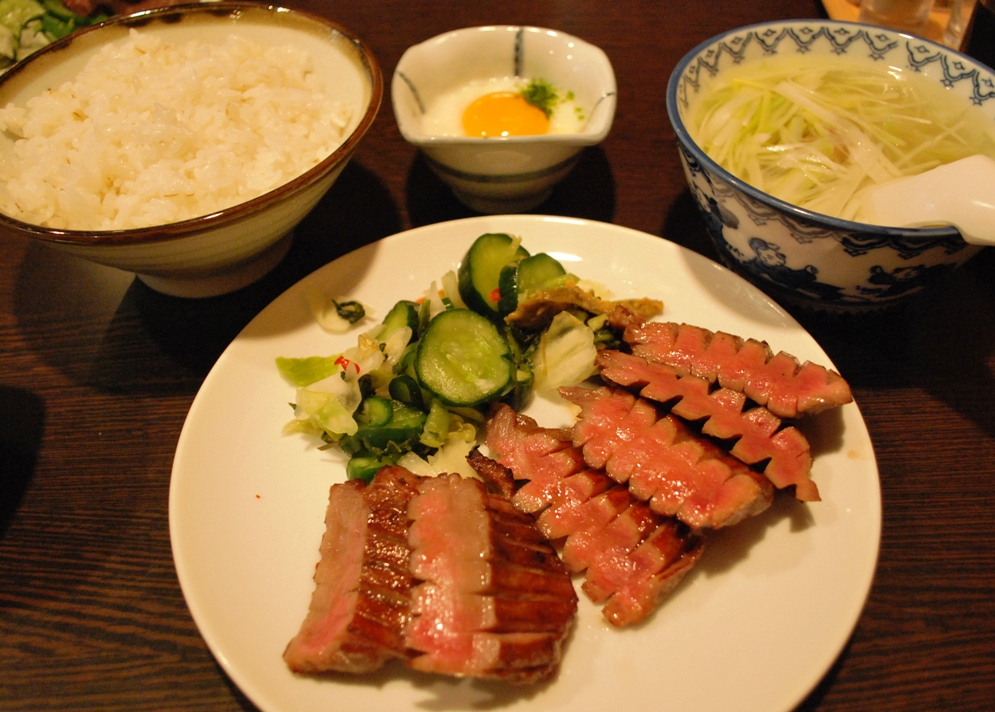
Một món lưỡi bò Nhật Bản

Gyūtan (tiếng Nhật: 牛タン?) là một món ăn trong ẩm thực Nhật Bản được làm từ nguyên liệu là lưỡi bò với phương pháp nướng. Đây là món lưỡi bò nổi tiếng của Nhật Bản, món ăn làm từ lưỡi bò, được ra đời trong tình trạng thiếu lương thực trong chiến tranh nhưng sau đó đã trở thành điều đáng nhắc đến của ẩm thực Nhật Bản. Trong tiếng Nhật: gyū 牛 có nghĩa là bò, trong khi Tan được hiểu là lưỡi (tongue) trong tiếng Anh. Nguồn gốc của món này bắt đầu từ món Tanshio (タン塩) có nghĩa là lưỡi bò xát muối được phục vụ trong nhiều nhà hàng yakiniku.

## Xuất xứ
Vùng Sendai là nguồn gốc xuất xứ của món ăn này. Hiện nay món gyutan được phục vụ tại hầu hết nhà hàng yakiniku trên đất nước Nhật Bản, Sendai vẫn là nơi có thể thưởng thức món gyutan ngon nhất. Nhà hàng Aji Tasuke ở Sendai cũng là nơi ra đời món gyutan trứ danh, được mở từ năm 1948 bởi ông Keishiro Sano. Ông Sano rời nhà tới Tokyo học việc khoảng từ năm 1935. Lấy cảm hứng từ một đầu bếp người Pháp, ông đã suy nghĩ về việc sử dụng lưỡi bò và chế biến sao cho phù hợp với khẩu vị người Nhật.
Sau Thế chiến thứ hai, ông trở về phía bắc và mở một nhà hàng ở Sendai. Do tình trạng thiếu lương thực, ông bắt đầu phục vụ lưỡi bò và súp đuôi bò cho thực khách. Người Nhật cho rằng khi đã giết mổ một con vật, ta phải sử dụng tất cả bộ phận có thể ăn được trên người nó. Gyutan có lẽ còn là sản phẩm của sự tuyệt vọng khi thiếu lương thực sau Thế chiến thứ hai, ở nhiều nơi trên thế giới, đặc biệt là phương Tây, văn hóa ăn “từ đầu đến đuôi” một con vật vẫn chưa được công nhận. Gần bảy thập kỷ trôi qua, Sano đã qua đời nhưng hình ảnh của ông vẫn được treo trên tường ở nhà hàng Aji Tasuke.

## Thưởng thức

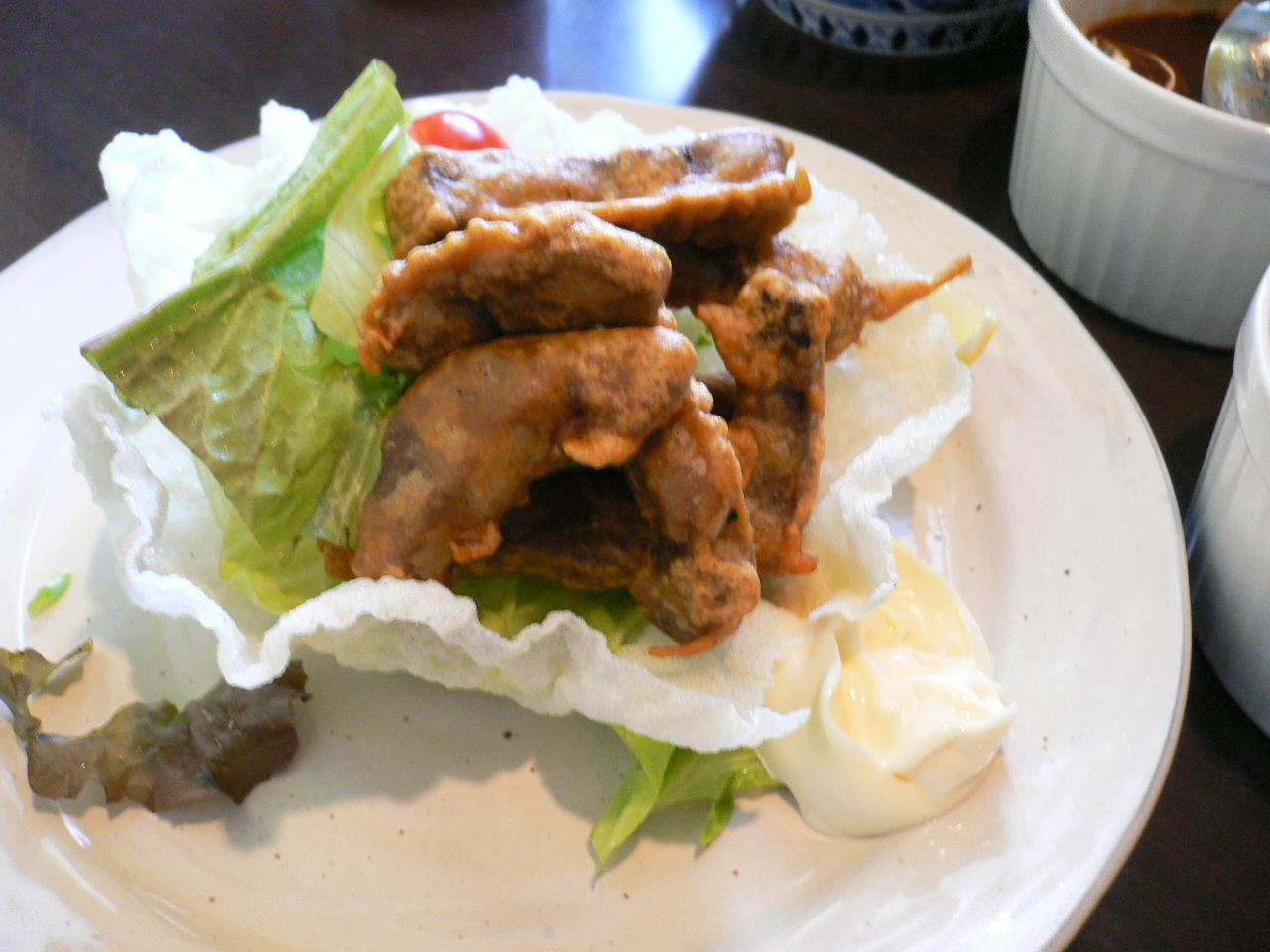
Lưỡi bò chiên

Món gyutan được thái dày hơn thịt bò thông thường, do đó có độ dai dai, sần sật nhưng không hề khó ăn như nhiều người vẫn nghĩ. Những miếng lưỡi bò thơm ngon nhất chỉ sử dụng một chút muối để không làm mất đi hương vị hấp dẫn của thịt. Thực khách có thể gọi gyutan để ăn riêng, nhưng gợi ý tốt nhất là hãy gọi theo suất. Một suất gyutan ăn kèm với súp đuôi bò và cơm chiên Nhật Bản (làm từ gạo lúa mạch) có giá 1.600 yên (tương đương 14,66 USD). Những người sành ăn gyutan lại cho rằng một khi đã bước qua được rào cản tâm lý, món ăn này sẽ mang đến trải nghiệm thực sự thú vị.
Tại nhà hàng Aji Tasuke ở Sendai, đầu bếp cẩn thận lấy những miếng lưỡi bò thái sẵn còn đỏ hồng và đặt lên bếp than. Sử dụng một đôi đũa gỗ lớn, ông lật chúng hơn 2 lần, mỗi mặt 20 giây. Mỡ chảy xèo xèo khi lửa bén vào lớp thịt. Nhà hàng này chỉ phục vụ lưỡi bò nướng. Nếu muốn thử các biến tấu khác từ lưỡi bò, hãy đến các cơ sở của nhà hàng Rikyu và Kisuke ở Sendai. Món cà ri lưỡi bò cũng được rất nhiều người yêu thích.
Không gian nhà hàng giống phong cách thường thấy ở Nhật Bản: Ghế của thực khách xếp quanh khu vực phục vụ. Ngày nay, bạn không thể tới bất kỳ góc phố nào của thành phố triệu dân này mà không nhìn thấy một biển hiệu quảng cáo món gyutan. Sau chuyến đi tới vùng đất nào đó, người Nhật sẽ mua đặc sản, quà lưu niệm của nơi này về cho gia đình và bạn bè. Lưỡi bò đông lạnh được đóng gói và bày bán ở nhà ga xe lửa Sendai. Ở Tokyo, các món lưỡi bò sẽ được quảng cáo là “gyutan kiểu Sendai”. Đây là cách người bán hàng khẳng định chất lượng món ăn này cho thực khách.

## Nguyên liệu
Nguyên liệu chính của món này là lưỡi bò. Trong năm 2015, hơn 16.500 tấn lưỡi bò Mỹ được nhập khẩu sang Nhật Bản. Lưỡi bò Mỹ có hương vị phong phú hơn hẳn so với các nơi khác bởi bò Mỹ được nuôi lớn bằng ngô. Bên cạnh đó, những con bò ăn cỏ như ở Australia hay New Zealand thường sẽ có nhiều cơ ở trên mặt lưỡi, thịt dai và khó ăn hơn. Không phải tất cả số lưỡi bò này đều được phục vụ tại Sendai. Có đến 22.000 nhà hàng yakiniku ở Nhật Bản và gần như tất cả đều phục vụ món gyutan.